# Ichor
Ichor (gr. ἰχώρ) – słowem tym Homer określił w Iliadzie krew bogów (por. Iliada 5. 340). W późniejszych traktatach medycznych słowem tym określa się wysięk w  opozycji do krwi i ropy, natomiast w pismach Platona i Arystotelesa termin ten odnosi się do limfy lub surowicy krwi. Jest koloru złotego.